# Amphixystis serrata
Amphixystis serrata är en fjärilsart som beskrevs av Edward Meyrick 1914. Amphixystis serrata ingår i släktet Amphixystis och familjen äkta malar.
Artens utbredningsområde är Malawi. Inga underarter finns listade i Catalogue of Life.